# Форт Шаброл
Форт Шаброл е парижки адрес, на който като последно убежище за своята кауза се барикадират въоръжени през лятото на 1899 г. членовете на антисемитската и антимасонска лига „Велик запад на Франция“ начело с Жул Герен.
Френското правителство, опасявайки се от националистически и монархически бунт заради повторното разглеждане на делото Драйфус в Париж, пренасочва разглеждането му в Рен, където Алфред Драйфус е окончателно оправдан от френското правосъдие.

## Историята
Френското правителство през 1899 г. (под натиска на общественото мнение и най-вече на масмедиите) иска съдебно преследване срещу лидерите на националистическата френска лига, които са обвинени в „заговор срещу националната сигурност“. На 12 август 1899 г., властите арестуват Пол Дерулед и лидерите на Отечествената лига, както и лидерите на Младите роялисти и на френската антисемитска лига, но президентът ѝ отказва да се подчини на заповедта издадена срещу него, и се укрепва със свои сподвижници готов за продължителна обсада и отбрана на улица „Шаброл“ №51 в Париж, където се намира седалището на антисемитската лига.
Сградата е поставена под полицейска обсада, като са прекъснати и всякакви доставки за отдаденото под наем за офис на лигата помещение. Френската полиция е качена по покривите на съседните сгради при обсадата, като даже един полицай пада от покрива на улицата през форт Шаброл. В крайна сметка на 20 септември 1899 г. след тридесет и осем дни на обкръжение героичните защитници на каузата се предават на парижкия префект ръководещ обсадата на форт Шаброл.
В последвалия съдебен процес, пред Френския върховен съд Жул Герен с шестдесет и пет свои привърженици (общия брой на обвинените е 66) са осъдени по обвинение в заговор срещу националната сигурност на Франция. Първото заседание на съда е на 9 ноември 1899 г., а на 4 януари 1900 г. ръководителите на брожението са осъдени на различни срокове заточение до десет години.
След това знаменателно събитие във френската история, изразът „Форт Шаброл“ става нарицателен във франкофонската общност и с него обичайно се описва ситуация в която някои е готов да отстоява дадена кауза до последно, включително и с въоръжени средства.